# Une vieille histoire. Nouvelle version
 (mars 2021).
Une vieille histoire est un roman de Jonathan Littell publié en 2018 aux éditions Gallimard, ayant obtenu le Prix Sade 2018 et le Prix Renaudot poche 2019.

## Résumé
La première version se composait de deux récits indépendants, de cinq séquences chacun. La nouvelle version comporte trente-cinq séquences réparties en sept récits indépendants.
Dans chaque récit, un personnage sort d'une piscine où il fait des longueurs, et retourne à l'eau en fin de récit dans une autre piscine.
Le personnage s'engage dans un couloir, en survêtement ou en jogging et baskets, et court dans la pénombre, seul (en général), se heurte aux murs, passe devant diverses ouvertures remarquées à la dernière seconde (galeries de traverses ou ouvertures de puits de sécurité), sue beaucoup, et finit par avoir le regard accroché par quelque chose de lumineux, qui se trouve être une poignée de porte.
Il pénètre alors dans un espace privé, au sol mou, appartement, studio, chambre, où quelqu'un est assis face à la fenêtre fermée et volets fermés. Suit une relation sexuelle, tarifée ou non, violente. Il est impossible de régler le thermostat, et l'électricité est également défectueuse. Après l'épisode toilette, baignoire, douche, le personnage choisit une des deux portes de sortie, puis c'est un long couloir obscur...
Il pénètre alors dans un grand jardin familier, éventuellement avec piscine, où quelqu'un lui dit Enfin ! et l'accompagne à l'étage d'une maison pour se doucher, changer de vêtements (fournis), avant une soirée entre amis. Il peut y avoir un très jeune garçon à qui il faut décortiquer les langoustines, et/ou un père et une mère, une reproduction de La Dame à l'hermine. Le repas achevé, la nuit sexuelle peut commencer, en petits groupes. Au petit matin, une pomme verte, une douche, un rhabillage comme la veille à l'arrivée, et on ressort pour une course en couloir mal éclairé.
Le personnage pénètre alors dans un troisième lieu, privé ou non, où d'autres aventures surviennent. Puis, il reprend une des portes disponibles, pour un long couloir obscur...

## Réception
Le livre semble avoir fait scandale, il en reste peu de critiques,,,,,.